# Cardet (planta)

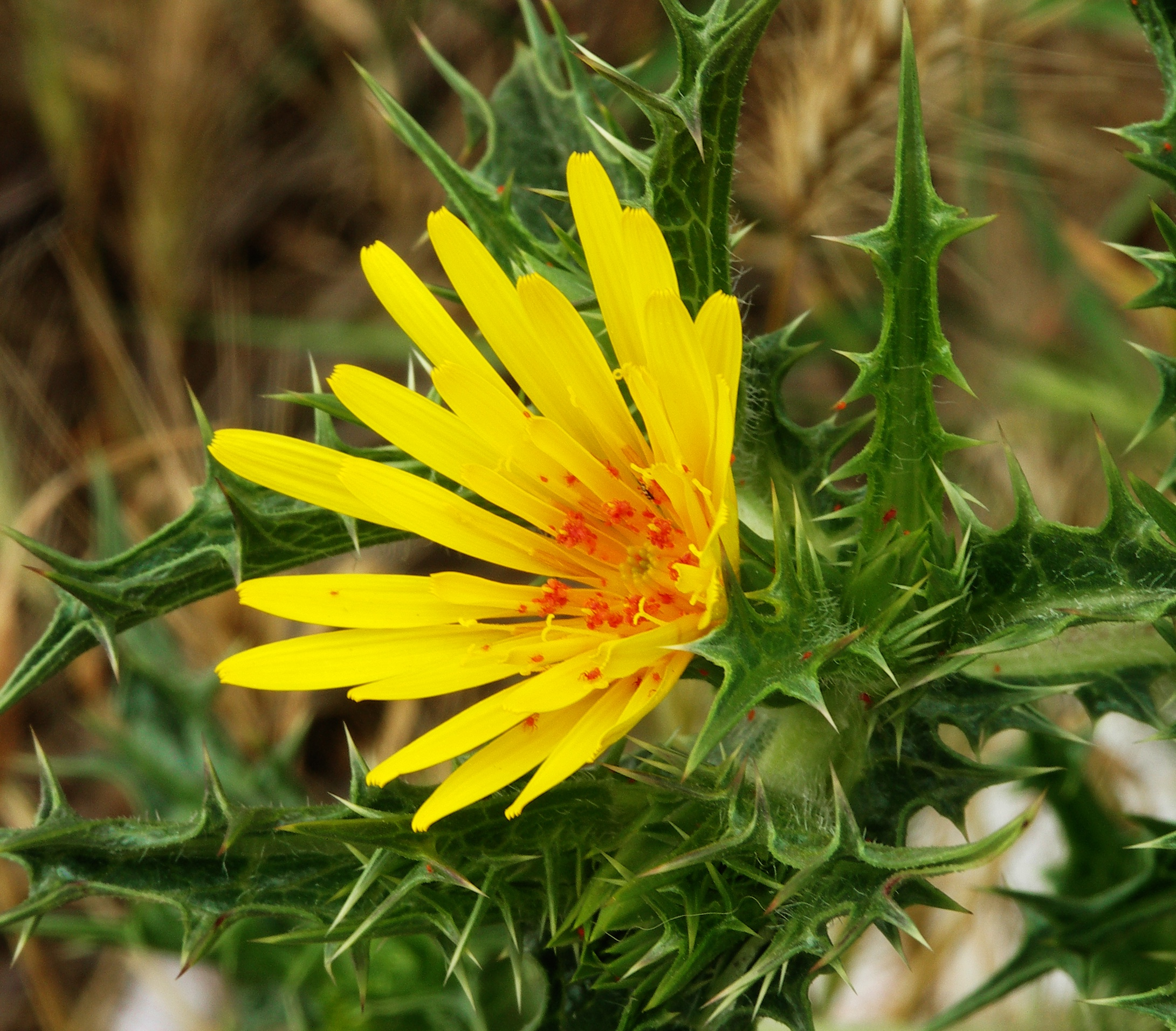
Flor del cardellet (Scolymus hispanicus)

Els cardets (Scolymus) són un gènere de plantes amb flor de la família de les asteràcies (Asteraceae).

## Característiques
Són plantes tipus card, anuals o perennes. Són relativament menudes, de 20-90 cm, amb flors brillants, força espectaculars.
Malgrat les espines són plantes de fulla, tija i rel comestible que tasten com l'escarxofa. És costum menjar-les sobretot a Andalusia, on es coneixen amb els noms de cardillos o tagarninas.

## Taxonomia
N'hi ha tres:
- Scolymus grandiflorus – cardet de flor gran
- Scolymus hispanicus – cardellet o cardet
- Scolymus maculatus – cardet bord, catalinoia, dent de ca